# 末松茂治
末松 茂治（すえまつ しげはる、1882年（明治15年）5月15日 - 1960年（昭和35年）8月6日）は、日本の陸軍軍人、小倉市長。最終階級は陸軍中将。政治家の迫水久常は甥。

## 経歴
福岡県出身。末松久次郎の長男として生まれる。1902年（明治35年）11月、陸軍士官学校（14期）を卒業。1903年（明治36年）6月、歩兵少尉に任官。1911年（明治44年）11月、陸軍大学校（23期）を卒業。
1924年（大正13年）8月、歩兵大佐に昇進し歩兵第1連隊長に就任。1925年（大正14年）5月、歩兵第45連隊長に移り、さらに教育総監部庶務課長を務める。1930年（昭和5年）3月、陸軍少将に進級し歩兵第36旅団長となる。1931年（昭和6年）8月、陸軍歩兵学校付となり、陸士幹事を経て、1934年（昭和9年）3月、陸軍中将に進み陸士校長に就任。
1935年（昭和10年）12月、第14師団長に親補された。1937年（昭和12年）3月、待命、そして予備役に編入。同年10月、日中戦争に伴い召集され新設の第114師団長に就任し出征。南京攻略戦、徐州会戦に参戦。1939年（昭和14年）3月、参謀本部付、そして召集解除となった。
その後、小倉市長を1942年（昭和17年）5月27日から1946年（昭和21年）1月25日まで務めた。1947年（昭和22年）11月28日、公職追放仮指定を受けた。
墓所は多磨霊園(9-1-8)

## 栄典
位階
- 1929年（昭和4年）12月28日 - 正五位[要出典]
- 1934年（昭和9年）3月15日 - 従四位[8]
- 1936年（昭和11年）4月15日 - 正四位[9]
- 1937年（昭和12年）4月28日 - 従三位[10]

勲章等
- 1915年（大正4年）11月7日 - 功四級金鵄勲章・勲四等旭日小綬章・大正三四年従軍記章[11]